# Jimena Durán
Jimena Durán Hasbún, más conocida como Jimena Durán, es una actriz colombiana de madre palestina. Famosa internacionalmente por su personaje de Margarita en la serie juvenil Yo soy Franky de Nickelodeon. Participó en producciones de televisión como La ronca de oro, El regreso a la guaca y recientemente en La Nocturna interpretando a Muriel Cáceres.

## Biografía
Actriz egresada de la Escuela de Actuación del Teatro Nacional. Ha tomado talleres y trabajado con directores como Andrés Lima, director del grupo español Animalario. Desde el 2001 ha estado vinculada con el Teatro Nacional y ha participado en diferentes montajes como ‘La muerte de un viajante’ bajo la dirección de Jorge Alí Triana, ‘La impaciencia del corazón’ con Manolo Orjuela y ‘Haberos quedado en casa, Capullos’ en el pasado FITB. Recientemente trabajó bajo la dirección de Fabio Rubiano en la obra ‘Sara Dice’. Dentro de su experiencia en cine se destaca su papel en el cortometraje "Tirejeto" que obtuvo mención de honor en el Festival de Cine de Guadalajara. En televisión ha participado en diferentes producciones como Amor sincero, Amas de casa desesperadas, Regreso a la guaca, Yo soy Franky, y La nocturna

## Filmografía

### Televisión
| Año       | Título                             | Personaje                   | Rol                               | Canal                     |
| --------- | ---------------------------------- | --------------------------- | --------------------------------- | ------------------------- |
| 2023      | La vida después del reality        | Vanessa                     | Papel secundario                  | Prime Vídeo               |
| 2022      | Las Villamizar                     | "La Madame"                 | Papel secundario                  | Caracol Televisión        |
| 2022      | Arelys Henao: canto para no llorar | Marcela Quintero de Rubiano | Papel secundario                  | Caracol Televisión        |
| 2020-2025 | La venganza de Analía              | Magda Meneses               | Papel secundario                  | Caracol Televisión        |
| 2019      | Un bandido honrado                 | Consuelo Martínez           | Reparto estelar                   | Caracol Televisión        |
| 2017      | La Nocturna                        | Muriel Cáceres              | Protagonista                      | Caracol Televisión        |
| 2016      | Contra el tiempo                   | Natalia                     | Reparto principal                 | Canal RCN                 |
| 2015-2016 | Yo soy Franky                      | Margarita Montero           | Reparto estelar                   | Nickelodeon Latinoamérica |
| 2014      | La ronca de oro                    | Maritza Rengifo             | Reparto principal                 | Caracol Televisión        |
| 2013      | Chica vampiro                      | Vampira Maravilla           | Actuación especial                | Canal RCN                 |
| 2010      | Amor sincero                       | Gloria                      | Reparto principal                 | Canal RCN                 |
| 2008      | Sin retorno                        |                             | Protagonista (Episodio: Caso 121) | Canal RCN                 |
| 2007      | Amas de casa desesperadas          |                             | Aparición especial                | Canal RCN                 |
| 2007      | Tiempo final                       |                             | Papel de soporte                  | Fox Channel               |
| 2006-2007 | ¿De qué tamaño es tu amor?         | Dominique Vidal             | Antagonista principal             |                           |
| 2006      | Regreso a la guaca                 | Adriana Chávez              | Reparto principal                 | Canal RCN                 |
| 2006      | Hasta que la plata nos separe      |                             | Aparición especial                | Canal RCN                 |
| 2006      | La hija del mariachi               | Veronica                    | Aparición especial                | Canal RCN                 |

## Cine
| Año  | Título             | Personaje | Nota |
| ---- | ------------------ | --------- | ---- |
| 2015 | El Túnel           |           |      |
| 2011 | Tijereto           | Natalia   |      |
| 2005 | La voz de las alas |           |      |

## Teatro
| Año       | Título                            | Personaje | Nota            |
| --------- | --------------------------------- | --------- | --------------- |
| 2019-2020 | La verdad es un juego de mentiras | Alicia    | Teatro Nacional |

## Premios y nominaciones
- Nominada en los premios INVITRO VISUAL como mejor actriz 2011
- Mención de honor en el FESTIVAL DE CINE DE GUADALAJARA 2011